# Harold J. Reitsema
Harold J. Reitsema é um astrônomo americano que fazia parte das equipes que descobriram Larissa, o quinto satélite conhecido de Neptuno e também Telesto, a XIII lua de Saturno.